# Чжучжоу
Чжучжоу (кит. спр. 株州市, піньїнь: Zhūzhōu Shì) — місто-округ в китайській провінції Хунань. 

## Географія
Чжучжоу розташовується на сході провінції, лежить на річці Сянцзян.

### Клімат
Місто знаходиться у зоні, котра характеризується вологим субтропічним кліматом. Найтепліший місяць — липень із середньою температурою 29.6 °C (85.3 °F). Найхолодніший місяць — січень, із середньою температурою 5.6 °С (42.1 °F).
| Клімат Чжучжоу          | Клімат Чжучжоу | Клімат Чжучжоу | Клімат Чжучжоу | Клімат Чжучжоу | Клімат Чжучжоу | Клімат Чжучжоу | Клімат Чжучжоу | Клімат Чжучжоу | Клімат Чжучжоу | Клімат Чжучжоу | Клімат Чжучжоу | Клімат Чжучжоу | Клімат Чжучжоу |
| Показник                | Січ.           | Лют.           | Бер.           | Квіт.          | Трав.          | Черв.          | Лип.           | Серп.          | Вер.           | Жовт.          | Лист.          | Груд.          | Рік            |
| Середня температура, °C | 5,6            | 6,8            | 11,3           | 17,5           | 22,6           | 26,1           | 29,6           | 29,1           | 24,6           | 19,1           | 13,4           | 7,9            | 17,8           |
| Норма опадів, мм        | 65.5           | 100.4          | 140.5          | 203.1          | 210.3          | 195.8          | 103.9          | 111.9          | 67.2           | 90.1           | 76.9           | 47             | 1412.6         |
| Днів з опадами          | 14,5           | 14,8           | 18,8           | 19,1           | 17,5           | 13,9           | 9,3            | 10,1           | 9,2            | 12,5           | 12,4           | 12,1           | 164,2          |
| Вологість повітря, %    | 79.5           | 82.5           | 83.1           | 82.5           | 81.5           | 81.9           | 75.4           | 76.2           | 78.1           | 79             | 78.7           | 77.5           | 79.7           |
| ----------------------- | -------------- | -------------- | -------------- | -------------- | -------------- | -------------- | -------------- | -------------- | -------------- | -------------- | -------------- | -------------- | -------------- |
| Джерело: Weatherbase    |                |                |                |                |                |                |                |                |                |                |                |                |                |

## Адміністративний поділ
Міський округ поділяється на 5 районів, 1 місто й 3 повіти:
| Карта                                                                 | Карта    | Карта    | Карта            |
| --------------------------------------------------------------------- | -------- | -------- | ---------------- |
| ① ② ③ ④ Лукоу Лілін Ю Чалін Яньлін ① Шифен ② Хетан ③ Лусун ④ Тяньюань |          |          |                  |
| Статус                                                                | Назва    | Оригінал | Населення (2020) |
| Район                                                                 | Лукоу    | 渌口区   | 260 534          |
| Район                                                                 | Лусун    | 芦淞区   | 307 012          |
| Район                                                                 | Тяньюань | 天元区   | 478 309          |
| Район                                                                 | Хетан    | 荷塘区   | 348 894          |
| Район                                                                 | Шифен    | 石峰区   | 339 452          |
| Місто                                                                 | Лілін    | 醴陵市   | 885 987          |
| Повіт                                                                 | Чалін    | 茶陵县   | 491 849          |
| Повіт                                                                 | Ю        | 攸县     | 630 427          |
| Повіт                                                                 | Яньлін   | 炎陵县   | 160 274          |